# In abstracto
In abstracto est une locution latine qui signifie littéralement « dans l'abstrait ». En droit, elle est utilisée pour signifier qu'une situation doit être analysée de manière générale et impersonnelle. On évite, par exemple, de tenir compte des circonstances atténuantes propres à la situation. L'analyse in abstracto s'oppose à celle in concreto.
L'analyse in abstracto est souvent utilisée en responsabilité civile où le tribunal est appelé à comparer le comportement d'une personne à ce qu'une personne en général aurait fait dans la même situation si elle avait été prudente et diligente (voir bon père de famille).